# Protea aurea
Protea aurea (лат.) — кустарник или небольшое дерево, вид рода Протея (Protea) семейства Протейные (Proteaceae), эндемик Южной Африки.

## Ботаническое описание
Protea aurea — кустарник или небольшое дерево с одним стволом. Цветочные головки одиночные и в раскрытом виде напоминают волан. Плод — густо опушённый орех.

P. aurea
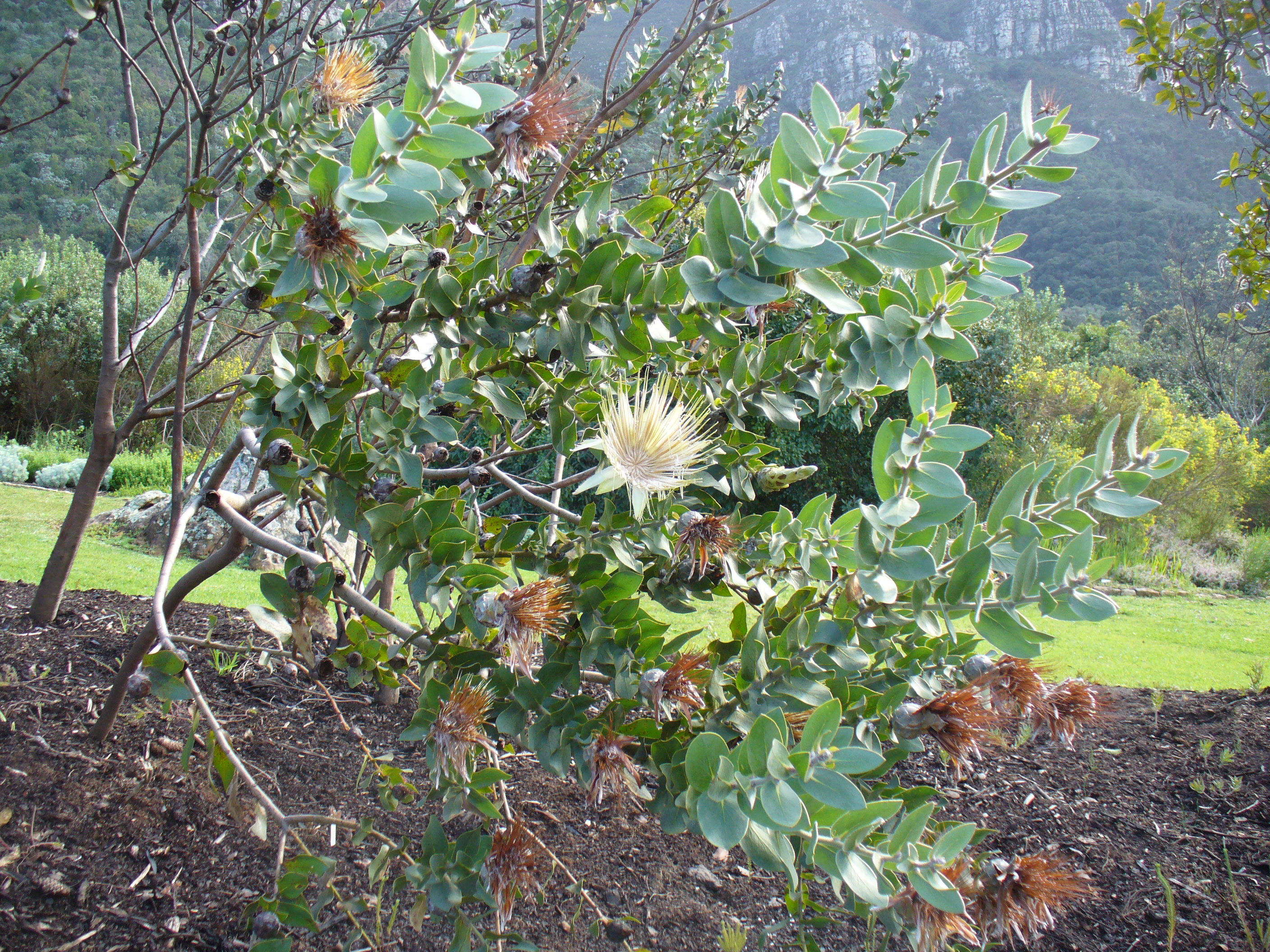
Общий вид
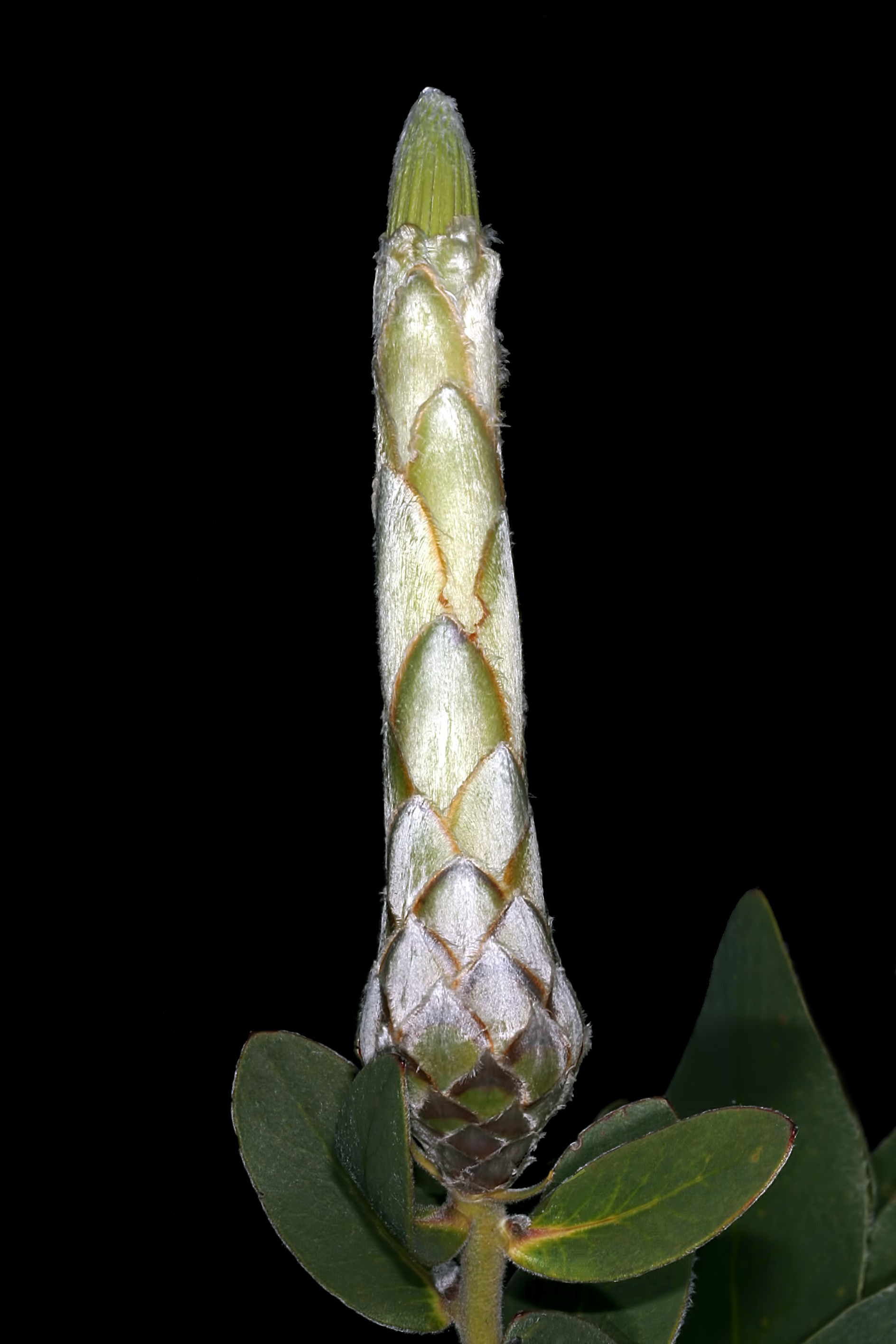
Закрытая цветочная головка
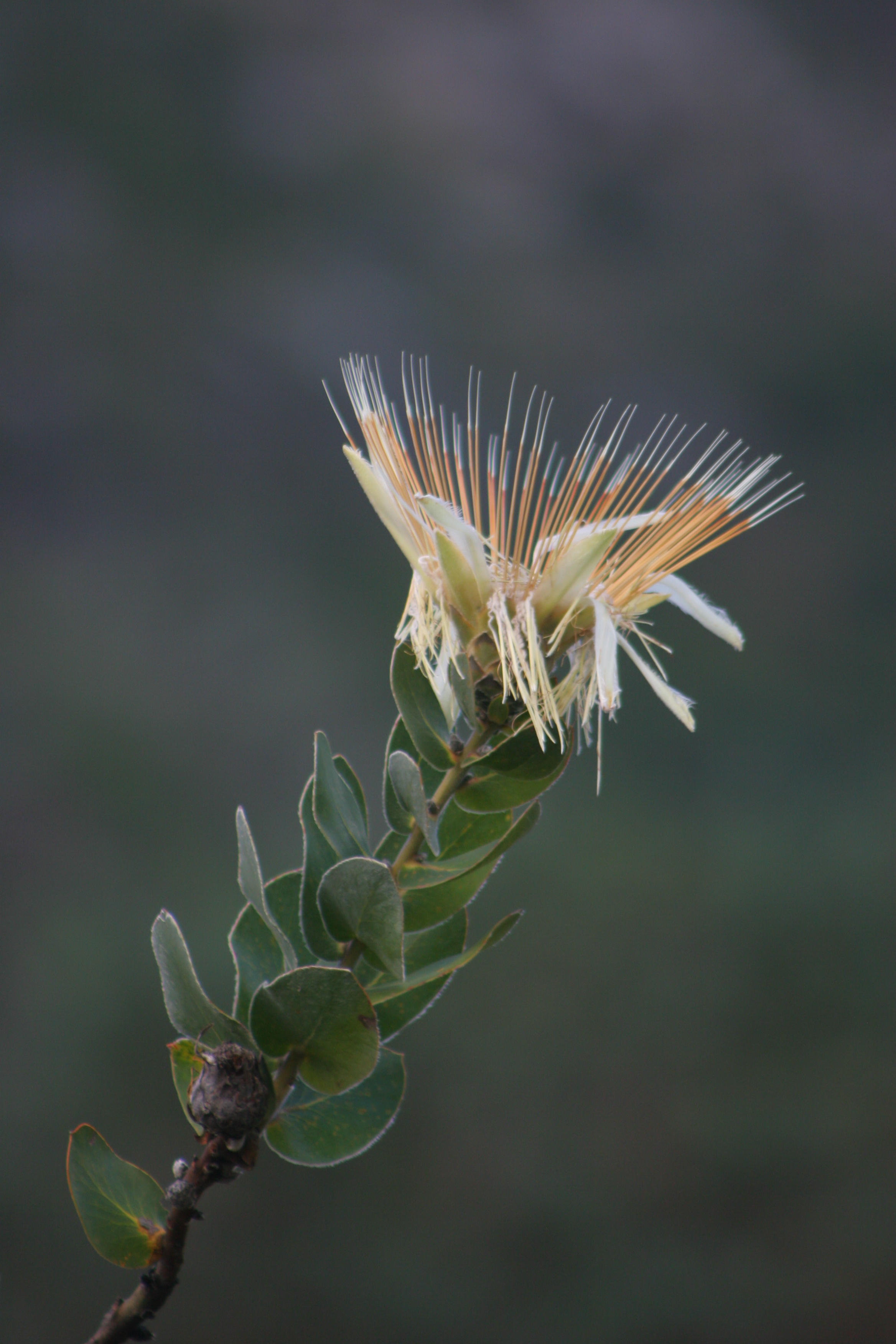
Цветок

## Таксономия
Вид Protea aurea был впервые описан южноафриканским ботаником Джоном Патриком Рурком и описание было опубликовано в 1979 году в Journal of South African Botany. Видовое название — от латинского aurea, означающего «золотой цвет».
Выделяют два подвида: Protea aurea aurea и Protea aurea potbergensis, причём подвид P. aurea potbergensis более редкий, ареал ограничивается Потбергом.

## Распространение и местообитание
Эндемик Капских провинций Южной Африки. Встречается в горных финбошах, обычно на прохладных, влажных южных склонах.